# غار ابوالمهدی یک
غار ابوالمهدی یک مربوط به دوران پارینه‌سنگی جدید - دوران فرادیرینه‌سنگی است و در شهرستان پاسارگاد، بخش مرکزی، دهستان کمین، ۳۰۰ متری شمال شرق روستای ابوالمهدی واقع شده و این اثر در تاریخ ۳۰ بهمن ۱۳۸۶ با شمارهٔ ثبت ۲۰۷۴۳ به‌عنوان یکی از آثار ملی ایران به ثبت رسیده است.